# Dignāga
Dignāga (480 - 540 dC) foi um estudioso budista indiano e um dos fundadores budistas da lógica indiana (hetu vidyā). O trabalho de Dignāga estabeleceu as bases para o desenvolvimento da lógica dedutiva na Índia e criou o primeiro sistema de lógica budista e epistemologia (Pramana). Segundo Georges B. Dreyfus, sua escola filosófica provocou uma "revolução epistemológica" indiana e se tornou a "formulação padrão da lógica budista e da epistemologia na Índia e no Tibete". O pensamento de Dignāga influenciou filósofos budistas mais recentes como Dharmakirti e também pensadores hindus da escola Nyaya. A epistemologia de Dignāga aceitou apenas a "percepção" (pratyaksa) e a "inferência" (anumāṇa) são instrumentos válidos de conhecimento.